# Кејт Сигел
Кејт Гордон Сигелбаум (енгл. Kate Gordon Siegelbaum; Силвер Спринг, 9. август 1982), позната као Кејт Сигел (енгл. Kate Siegel), америчка је глумица и сценариста. Позната је по раду са својим супругом Мајком Фланаганом на филмовима Окултно (2013), Тишина (2016), Призивање духова 2: Порекло зла (2016) и Џералдова игра (2017), као и телевизијским серијама Проклетство куће Хил (2018), Проклетство имања Блај (2020) и Поноћна миса (2021). Прозвана је „краљицом вриска” због свог рада на хорор филмовима и серијама.

## Биографија
Рођена је 9. августа 1982. године у Силвер Спрингу. Основно и средње образовање је завршила у Потомак, након чега је 2004. дипломирала на Универзитету у Сиракузи. Јеврејка је. Године 2008. изјавила је да је бисексуалног опредељења, као и да је у прошлости била са женама. Почетком 2016. удала се за филмаџију Мајка Фланагана. Имају двоје деце: сина Кодија и ћерку Теодору. Такође је маћеха Фланагановог сина из претходне везе.

## Филмографија

### Филм
| Улоге Кејт Сигел |                                 |               |               |          |
| Година           | Српски назив                    | Изворни назив | Улога         | Напомена |
| 2013.            | Окултно                         |               | Марисол Чавез |          |
| 2016.            | Тишина                          |               | Меди Јанг     |          |
| 2016.            | Призивање духова 2: Порекло зла |               | Џени Браунинг |          |
| 2017.            | Џералдова игра                  |               | Сали          |          |
| 2021.            | Под хипнозом                    |               | Џен Томпсон   |          |

### Телевизија
| Улоге Кејт Сигел |                        |               |                 |              |
| Година           | Српски назив           | Изворни назив | Улога           | Напомена     |
| 2009.            | Шапат духова           |               | Шерил           | 1 епизода    |
| 2010.            | Бројеви                |               | Рејчел Холандер | 1 епизода    |
| 2012.            | Касл                   |               | Надија          | 1 епизода    |
| 2018.            | Проклетство куће Хил   |               | Теодора Крејн   | главна улога |
| 2020.            | Хаваји 5-0             |               | Џоана           | 1 епизода    |
| 2020.            | Проклетство имања Блај |               | Вајола Вилоби   | 2 епизоде    |
| 2021.            | Поноћна миса           |               | Ерин Грин       | главна улога |
| 2023.            | Пад куће Ашера         |               | Камиј Л’Еспанеј |              |